# Isomorfismo musical
En matemáticas, el isomorfismo musical es un isomorfismo entre el fibrado tangente {\displaystyle TM} y el fibrado cotangente {\displaystyle T^{*}M} de una variedad riemanniana, que viene inducido por su métrica.

## Introducción
Una métrica g en una variedad Riemanniana M es un campo tensorial {\displaystyle g\in {\mathcal {T}}_{2}(M)} que es simétrico, no degenerado y definido positivo. Al fijar uno de los dos parámetros como un vector {\displaystyle v_{p}\in T_{p}M}, se obtiene un isomorfismo de espacios vectoriales:
{\displaystyle {\hat {g}}_{p}:T_{p}M\longrightarrow T_{p}^{*}M}
definido por:
{\displaystyle {\hat {g}}_{p}(v_{p})=g(v_{p},-)}
es decir,
{\displaystyle \langle {\hat {g}}_{p}(v_{p}),\omega _{p}\rangle =g_{p}(v_{p},\omega _{p})}
Globalmente,
{\displaystyle {\hat {g}}:TM\longrightarrow T^{*}M}
es un difeomorfismo.

## Motivación para el nombre
El isomorfismo {\displaystyle {\hat {g}}} y su inversa {\displaystyle {\hat {g}}^{-1}} se denominan isomorfismos musicales porque suben y bajan los índices de los vectores. Por ejemplo, un vector de TM se escribe como {\displaystyle \alpha ^{i}{\frac {\partial }{\partial x^{i}}}} y un covector como {\displaystyle \alpha _{i}dx^{i}}, así que el índice i sube y baja en {\displaystyle \alpha } del mismo modo que los símbolos sostenido ({\displaystyle \sharp }) y bemol ({\displaystyle \flat }) suben y bajan un semitono.

## Gradiente
Los isomorfismos musicales se pueden usar para definir el gradiente de una función diferenciable sobre una variedad riemanniana M como:
{\displaystyle \nabla f=\mathrm {grad} \;f={\hat {g}}^{-1}\circ df=(df)^{\sharp }}